# Flectonotus pygmaeus
Flectonotus pygmaeus (tên tiếng Anh: Ranita Marsupial Pigmea) là một loài nhái thuộc họ Nhái sừng.
Loài này có ở Colombia và Venezuela.
Môi trường sống tự nhiên của chúng là vùng núi ẩm nhiệt đới hoặc cận nhiệt đới và rừng trước đây suy thoái nghiêm trọng.
Chúng hiện đang bị đe dọa vì mất môi trường sống.

## Hình ảnh

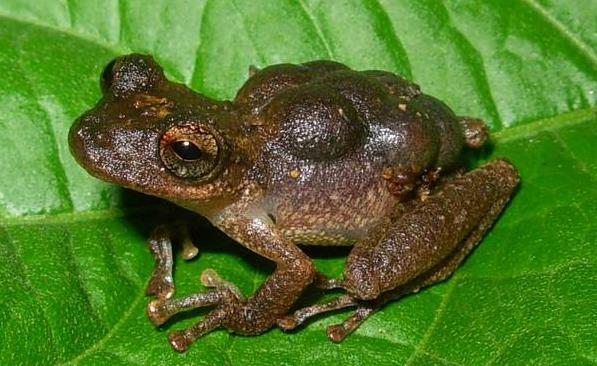